# Barro Alto (Bahia)
Pour les articles homonymes, voir Barro Alto (Goiás).
Barro Alto est une municipalité brésilienne de l'État de Bahia et la Microrégion d'Irecê.